# Štrbulovo
Shtrubullovë en albanais et Štrbulovo en serbe latin (en serbe cyrillique : Штрбулово) est une localité du Kosovo située dans la commune/municipalité de Gllogoc/Glogovac, district de Pristina (Kosovo) ou district de Kosovo (Serbie). Selon le recensement kosovar de 2011, elle compte 1 102 habitants, dont 1 101 Albanais.

## Démographie

### Évolution historique de la population dans la localité
| 1948 | 1953 | 1961 | 1971 | 1981 | 1991 | 2011  |
| ---- | ---- | ---- | ---- | ---- | ---- | ----- |
| 269  | 309  | 386  | 514  | 756  | 982  | 1 102 |

|  |